# Cuon, Maine-et-Loire
Cuon là một xã trong vùng hành chính Pays de la Loire, thuộc tỉnh Maine-et-Loire, quận Saumur, tổng Baugé. Tọa độ địa lý của xã là 47° 28' vĩ độ bắc, 00° 067' kinh độ đông. Cuon nằm trên độ cao trung bình là 69 mét trên mực nước biển, có điểm thấp nhất là 43 mét và điểm cao nhất là 91 mét. Xã có diện tích 13,13 km², dân số vào thời điểm 1999 là 481 người; mật độ dân số là 37 người/km².

## Thông tin nhân khẩu
| 1962 | 1968 | 1975 | 1982 | 1990 | 1999 |
| ---- | ---- | ---- | ---- | ---- | ---- |
| 514  | 531  | 486  | 413  | 416  | 481  |